# بيتر كاروثرز (متزلج فني)
بيتر كاروثرز (بالإنجليزية: Peter Carruthers)‏ هو متزلج فني أمريكي، ولد في 22 يوليو 1959 في بوسطن في الولايات المتحدة.

## وصلات خارجية
- بيتر كاروثرز على موقع أوليمبيديا (الإنجليزية)